# Patryk Grzegorzewicz
Patryk Grzegorzewicz (26 de mayo de 2002) es un deportista de Polonia que compite en atletismo. Ganó una medalla de bronce en el Campeonato Europeo de Atletismo por Equipos de 2021, en la prueba de 4 × 400 m.